# Невилл, Уильям, 1-й маркиз Абергавенни

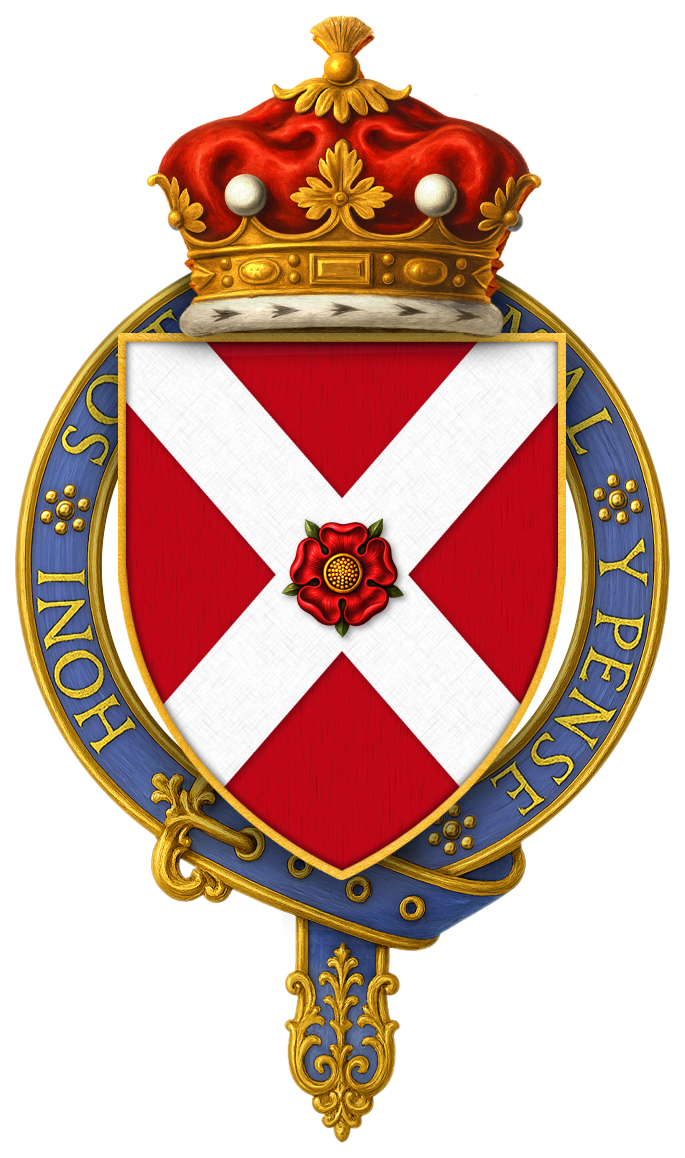
Герб Уильяма Невилла, 1-го маркиза Абергавенни

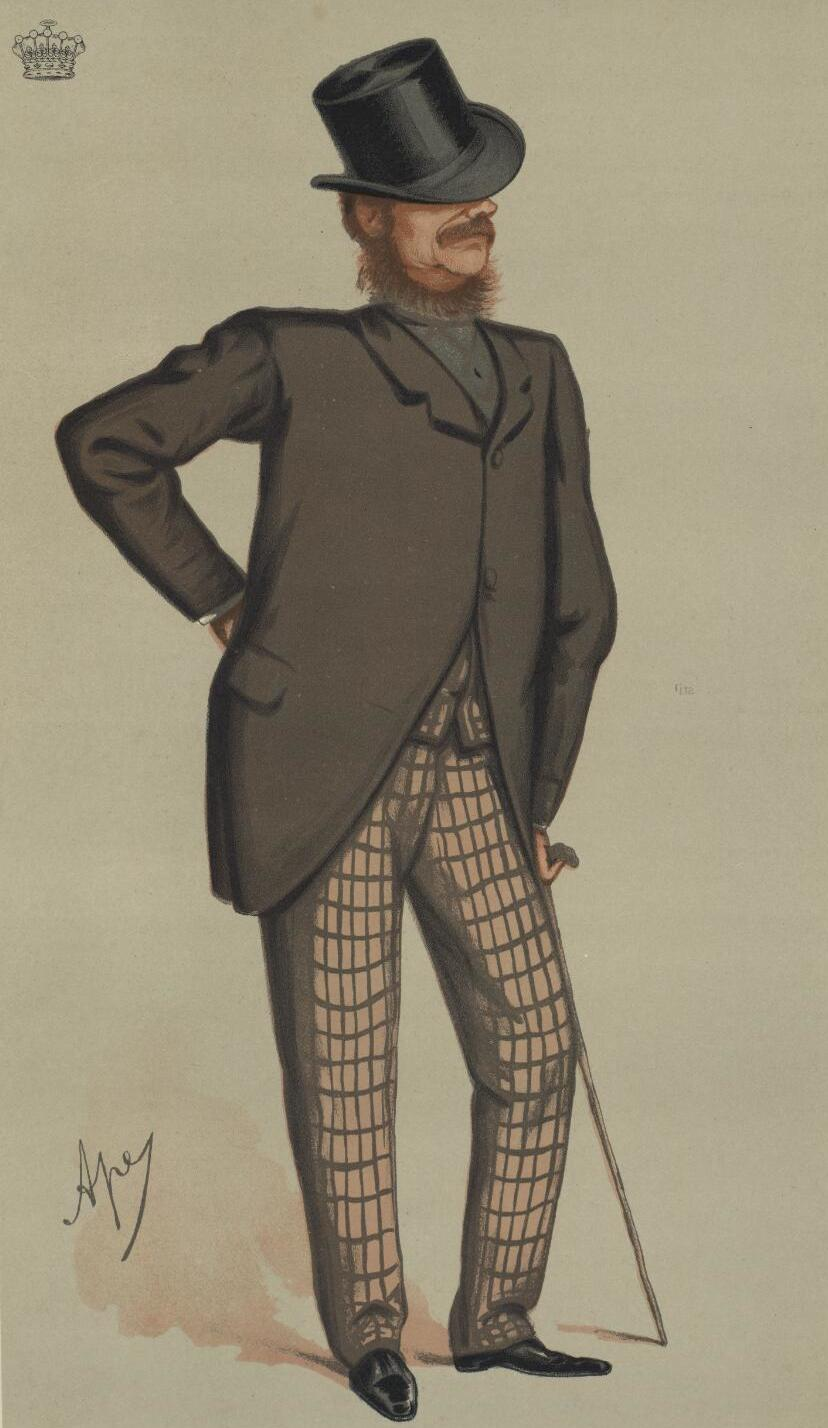
«The Tory bloodhound». Карикатура на лорда Абергавенни работы Карло Пеллегрини, опубликованная в журнале Vanity Fair в 1875 году.

Уильям Невилл, 1-й маркиз Абергавенни (англ. William Nevill, 1st Marquess of Abergavenny; 16 сентября 1826 — 12 декабря 1915) — британский пэр. Он был известен как виконт Невилл с 1845 по 1868 год и граф Абергавенни с 1868 по 1876 год.

## История и образование
Родился 16 сентября 1826 года в Лонгфорде. Старший сын Уильяма Невилла, 4-го графа Абергавенни (1792—1868), и Кэролайн Лик (? — 19 мая 1873), дочери Ральфа Лика (? — 1829) из Лонгфорд-Холла, графство Шропшир. Был крещен в Лонгфорде, Дербишир, 19 сентября. Получил образование в Итонском колледже (Виндзор, графство Беркшир).

## Карьера
Уильям Невилл получил звание корнета и младшего лейтенанта 2-го лейб-гвардии 23 июля 1844 года, но ушёл из армии в июне 1847 года . 12 мая 1849 года он был назначен лейтенантом в Йоменри Западного Кента. Он ушёл в отставку в мае 1852 года. 2 августа 1852 года он был назначен заместителем лейтенанта Сассекса.
Лорд Абергавенни был назначен почётным полковником йоменри Западного Кента 17 февраля 1875 года, а с 28 сентября 1901 года — почётным полковником йоменри Сассекса. Он также был мировым судьей в Кенте и Монмутшире. Он сменил своего отца в графстве в 1868 году. 14 января 1876 года для него был созданы титулы 1-го графа Льюиса в графстве Сассекс и 1-го маркиза Абергавенни в графстве Монмутшир. Он был удостоен чести, когда в 1886 году стал кавалером Ордена Подвязки.

## Семья
2 мая 1848 года в церкви Святого Георгия, Ганновер-сквер, в Лондоне лорд Абергавенни женился на Кэролайн Ванден-Бемпде-Джонстон (апрель 1826 — 23 сентября 1892), дочь сэра Джона Ванден-Бемпде-Джонстона, 2-го баронета (1799—1869), и Луизы Августы Венейблс-Вернон-Харкорт (? — 1869), дочери Эдварда Венейблс-Вернон-Харкорта (1757—1847), архиепископа Йоркского. У супругов было десять детей:
- Леди Сесили Луиза Невилл (10 сентября 1851 — 1 мая 1932), с 1872 года замужем за полковником Чарльзом Гаторн-Харди (1841—1919), сыном Гаторна Гаторн-Харди, 1-го графа Крэнбрука. У супругов было две дочери.
- Реджинальд Уильям Брэнсби Невилл, 2-й маркиз Абергавенни (4 марта 1853 — 13 октября 1927), старший сын и преемник отца
- Генри Гилберт Ральф Невилл, 3-й маркиз Абергавенни (2 сентября 1854 — 10 января 1938)
- Лорд Джордж Монтегю Невилл (23 сентября 1856 — 10 августа 1920), в 1882 году женился на Флоренс Соанес и имел троих детей, в том числе Гая Ларнака-Невилла, 4-го маркиза Абергавенни.
- Леди Элис Мод Невилл (август 1858 — 19 февраля 1898), с 1884 года замужем за полковником Генри Морландом (1855—1934), от брака с которым у неё была одна дочь.
- Лорд Уильям Бошамп Невилл (23 мая 1860 — 12 мая 1939), в 1889 году женился на Луизе дель Кампо Мелло (? — 1951).
- Лорд Ричард Плантагенет Невилл (13 января 1862 — 1 декабря 1939). «Дикки» Невилл был высоко ценимым и популярным помощником генерал-губернатора Австралии и нескольких губернаторов штата Виктория[11]. Он умер неженатым.
- Леди Идина Мэри Невилл (5 мая 1865 — 21 февраля 1951), с 1889 года замужем за Томасом Брасси, 2-м графом Брасси[англ.] (1863—1919).
- Леди Роуз Невилл (7 декабря 1866 — 2 мая 1913), 1-й муж с 1887 года (развод в 1899) Джон Бланделл Ли (1858—1931), от брака с которым у неё была одна дочь; 2-й муж с 1899 года Кенелм Чарльз Эдвард Пепис, 4-й граф Коттенхэм (1874—1919), от брака с которым было трое детей.
- Леди Вайолет Невилл (7 декабря 1866 — 28 марта 1910), 1-й муж с 1889 года (развод в 1897) Генри Артур Морнингтон Уэлсли, 1-й граф Коули (1866—1919), от брака с которым у неё был один сын; 2-й муж с 1898 года полковник Роберт Эдвард Мидделтон (1866—1949), от от которого у неё было трое детей.

Маркиза Абергавенни умерла в замке Эридж 13 сентября 1892 года в возрасте 66 лет и была похоронена там. Лорд Абергавенни скончался 12 декабря 1915 года в замке Эридж в возрасте 89 лет и был похоронен там 16 декабря. Ему наследовал титул маркиза его старший сын Реджинальд.